# Sanctuaire Notre-Dame d'Altötting
Le sanctuaire Notre-Dame d'Altötting est un édifice religieux catholique et  sanctuaire national de l'Église catholique dédié à la Vierge Marie et situé à Altötting dans le Land allemand de Bavière. Il est centré sur une chapelle connue sous le nom de chapelle de la Grâce (en allemand : Gnadenkapelle), aussi appelée Sainte-Chapelle (Heilige Kapelle). Le sanctuaire est connu pour les nombreuses guérisons qui y auraient eu lieu et est communément appelé le Lourdes d'Allemagne. 

## Histoire

### Origines
La chapelle date d'environ 660 apr. J.-C. ce qui en fait le plus ancien sanctuaire marial d'Allemagne. La chapelle a résisté à de nombreuses invasions. Le sanctuaire est devenu une destination de pèlerinage populaire en 1489, à la suite de la guérison miraculeuse d'un jeune garçon qui s'était noyé et dont le corps fut déposé par sa mère devant la statue. 

### Période contemporaine
Membre de l'ordre capucin, le Frère Conrad de Parzham (1818-1894) y fut portier pendant plus de 40 ans. Au cours de sa vie de service, il accomplit des guérisons miraculeuses. Il est déclaré saint par l'Église catholique. 
Le sanctuaire est servi par les frères Capucins.  
Le sanctuaire fut honoré par une visite du pape Jean-Paul II en novembre 1980 et du cardinal Joseph Ratzinger, né dans une ville voisine. Le 11 septembre 2006, Ratzinger, nouvellement élu pape Benoît XVI, a rendu visite au sanctuaire et a fait don de sa bague épiscopale portée au doigt lorsqu'il était archevêque de Munich. L'anneau fait maintenant partie du sceptre tenu par la Sainte Vierge. 
Le sanctuaire attire chaque année 700 000 pèlerins et visiteurs.

## Architecture
La chapelle est de forme octogonale.  
La statue de Notre-Dame d'Altötting est une Vierge noire taillée dans du tilleul vers 1330.   
Bon nombre des offrandes votives données au sanctuaire au cours des siècles sont exposées dans le porche entourant l'église. Quatorze urnes en argent contenant un total de quinze cœurs sont exposées dans des niches murales, la plupart se trouvent du côté ouest de la chapelle.   

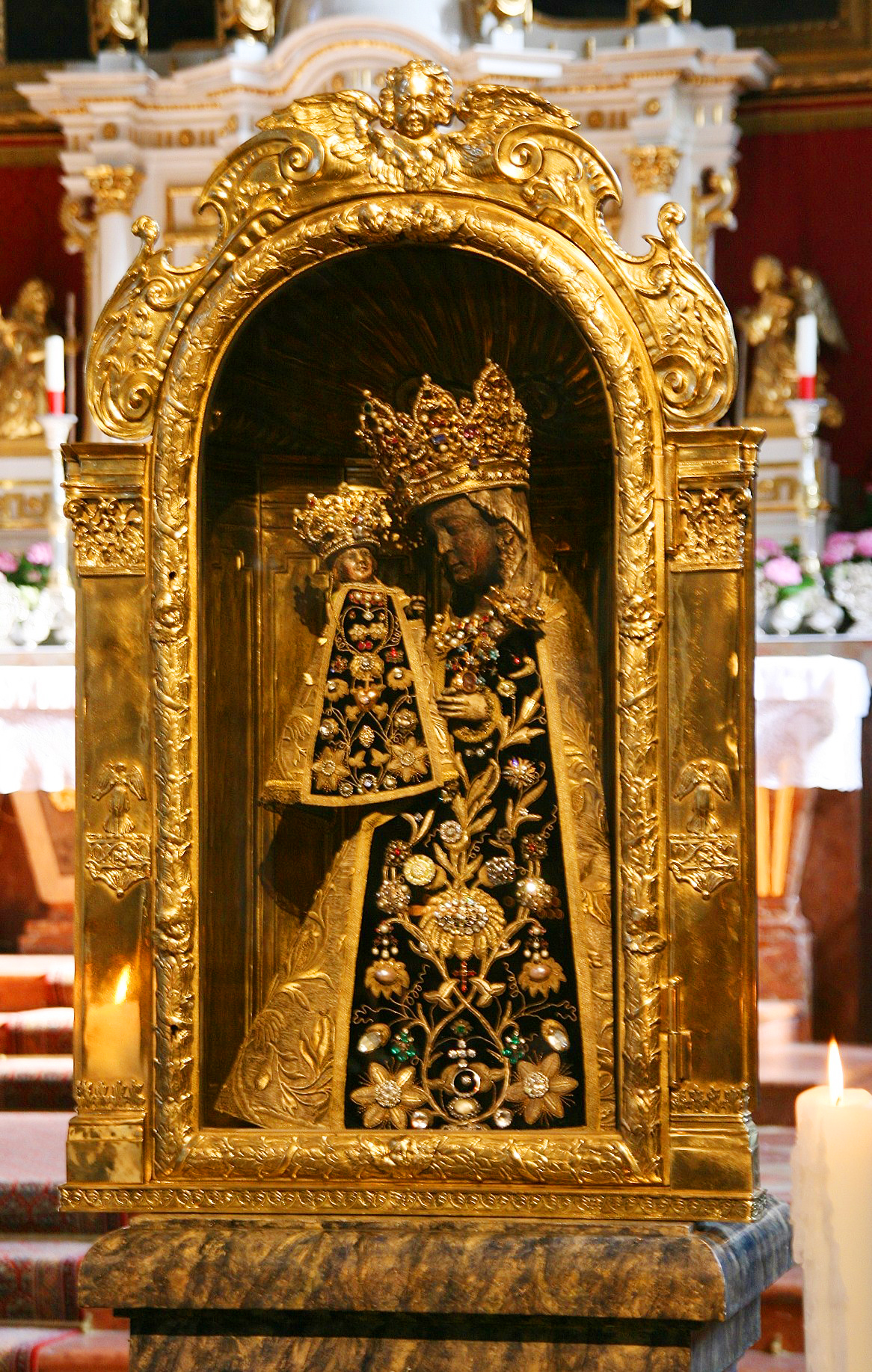
Statue de Notre-Dame d'Altötting.
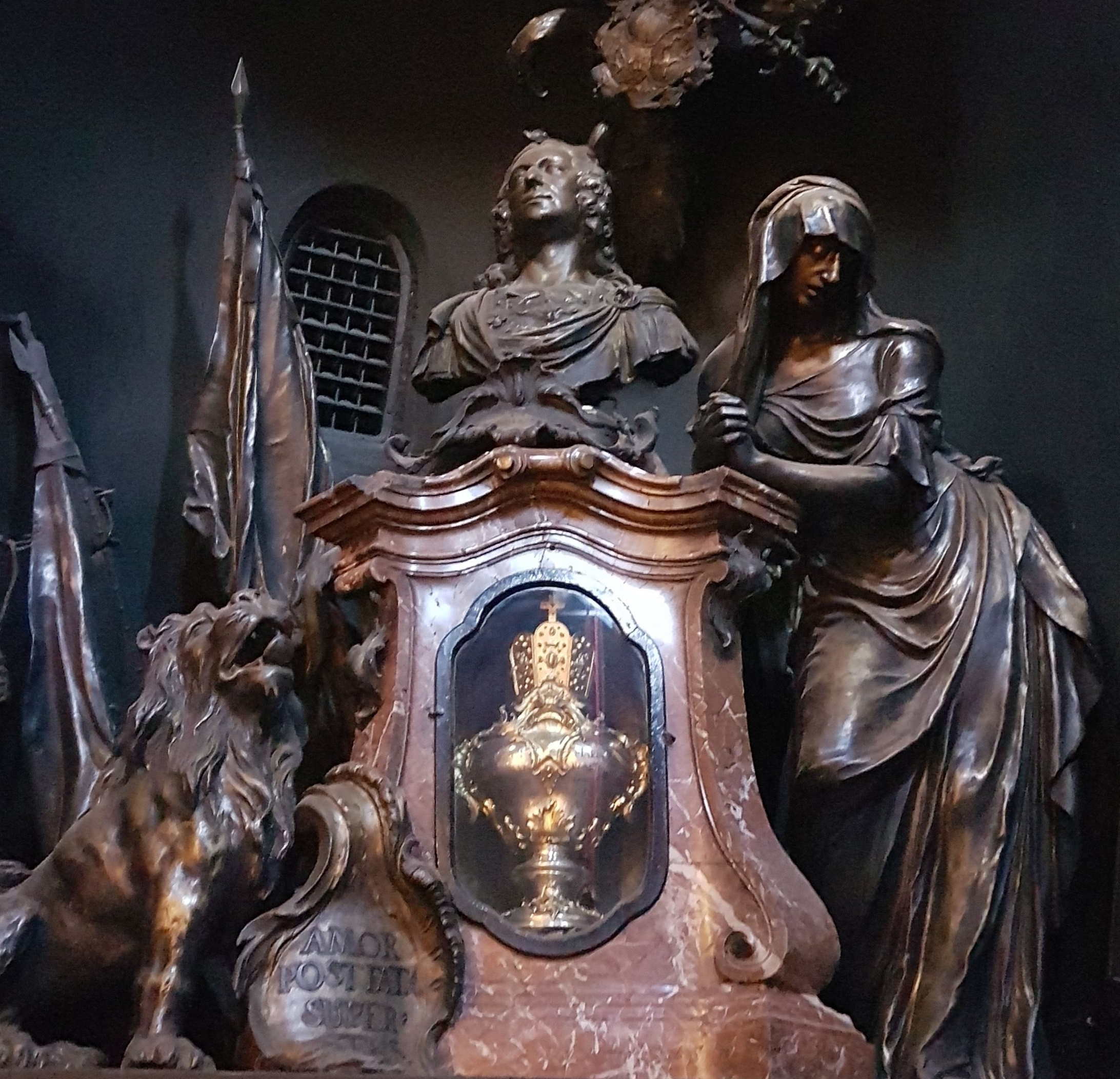
Urne contenant le cœur de Charles VII, empereur du Saint-Empire romain germanique.

## Les urnes
La plupart des cœurs contenus dans des urnes proviennent de membres de la Maison de Wittelsbach qui régna sur la Bavière jusqu'en 1918. Les entrailles d'Élisabeth de Lorraine sont également conservées dans la chapelle. On y trouve notamment les cœurs de :
- Charles VII, empereur du Saint-Empire ;
- Louis Ier, roi de Bavière ;
- Louis II, roi de Bavière ;
- Marie-Anne d'Autriche ;
- Françoise de Palatinat-Soulzbach ;
- Élisabeth de Lorraine ;
- Jean-Théodore de Bavière.